# Zorbing

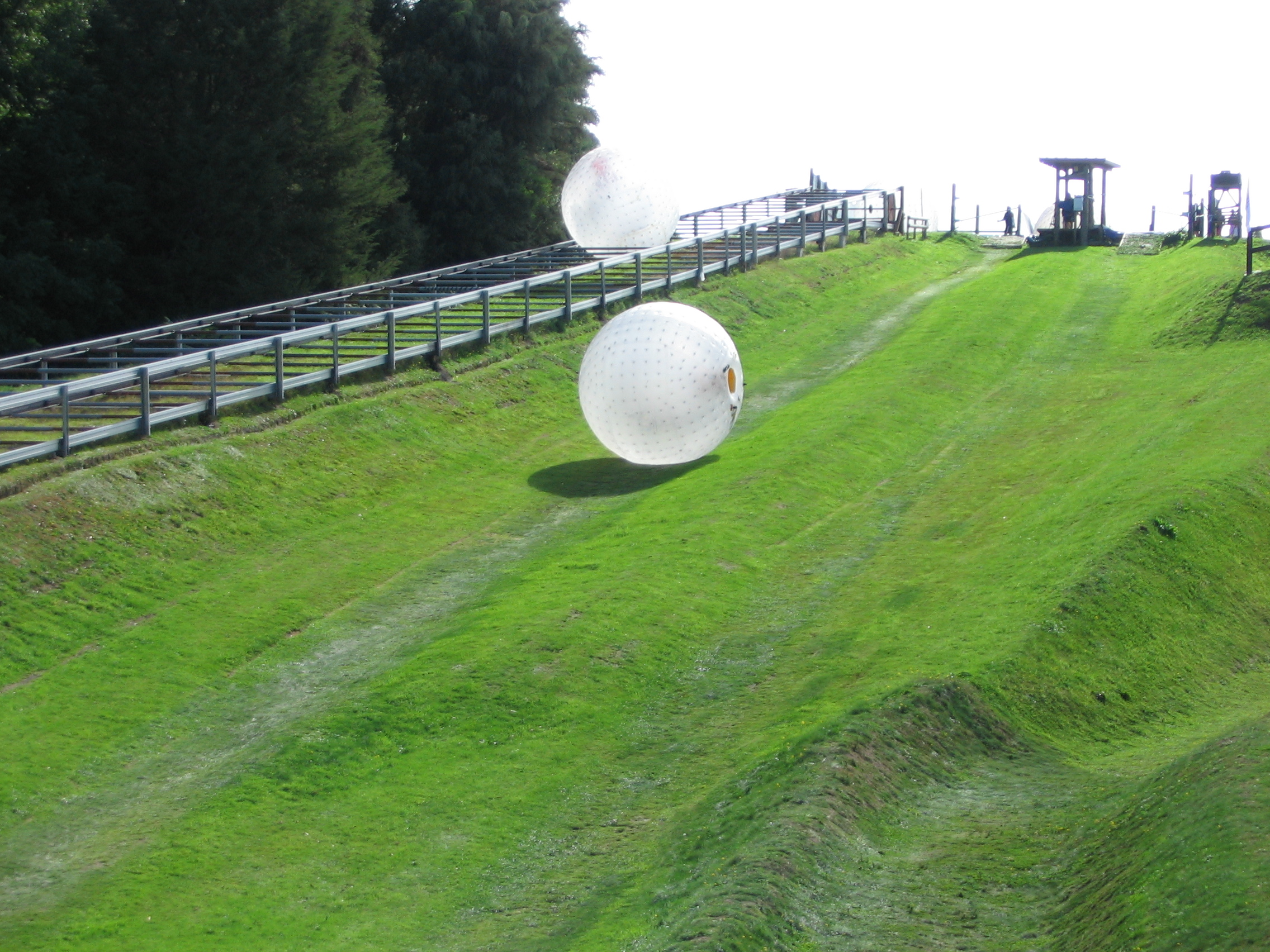
Zorbing v novozélandském městě Rotorua

Zorbing (též zorbování, občas i sphereing) je druh rekreační adrenalinové zábavy, využívající zorbu, tedy nafouknutou plastovou kouli, ve které je pomocí mnoha lanek upevněna ještě jedna menší. Celá koule váží 90 kg a v průměru má 3,2 m. Do menší koule se vejdou až tři lidé, nazýváni zorbonauti. Principem zorbingu je neřízené kutálení zorbu ze svahu dolů. Svah bývá dlouhý maximálně 200 m se sklonem okolo 20°. Zorb dosahuje rychlosti až 50 km/h a jeho zastavení probíhá samovolně dole pod svahem nebo v ochranné síti. 
Zorbing se provozuje i v České republice.

## Bezpečnost
4. června 2009 došlo při zorbingu v Beskydech k nehodě, při níž zorb přejel přes příliš nízkou záchrannou síť, která jej měla zastavit a zorb následně ve vysoké rychlosti narazil do větví stromů. Čtyřicetisedmiletý učitel na místě zemřel, žák, s nímž byl učitel v zorbu, byl převezen do nemocnice.
Vladimír Erben, kterého Novinky.cz kontaktovaly coby odborníka na zorbing, konstatoval, že vina musela být jednoznačně na straně pořadatelů atrakce, kteří selhali při zajištění bezpečnosti.
Podobná nehoda se stala v ruské Karačajsko-čerkeské republice v lyžařském středisku na Kavkaze, kde koule ujela ze svahu, když ji jeden z pořadatelů dole nechytil. Koule se kutálela kilometr ze svahu a skončila na zamrzlém jezeře. Jeden člověk při nehodě zemřel a další byl vážně zraněn. Událost byla zachycena na video, nahrána na internet a incident si získal značnou mediální pozornost. I zde bylo zřejmě na vině fatální selhání provozovatelů, protože dráha neobsahovala žádné zajištění.